# Torslunde
Torslunde – miasto w Danii, w regionie Stołecznym, w gminie Ishøj.